# Бярнотас, Альбинас
Альби́нас Бярно́тас (лит. Albinas Bernotas; 21 марта 1934, деревня Урвиняй Гришкабудской волости, ныне в Шакяйском районе — 14 февраля 2012) — литовский поэт и переводчик, лауреат премии комсомола Литвы (1966), Государственной премии Литовской ССР (1981), литературного фестиваля «Весна поэзии» (1984); заслуженный деятель культуры Литовской ССР (1984).

## Биография
Родился в деревне Урвиняй на юге нынешнего Шакяйского района. Окончил факультет литовского языка и литературы Вильнюсского педагогического института (1958). Работал учителем. В 1959—1963 годах работал в редакции журнала «Мокслейвис» („Moksleivis“, «Школьник»), в 1963—1966 годах был заместителем главного редактора журнала «Яунимо грятос» („Jaunimo gretos“, «Ряды молодёжи»).
С 1960 года член Союза писателей Литвы. В 1961—1974 годах член ЦК Комсомола Литвы. С 1962 года член КПСС. В 1966—1967 и 1968—1970 годах был организационным секретарём Союза писателей Литвы, в 1967—1968 секретарём правления, с 1970 года членом правления. В 1973—1975 годах был консультантом по поэзии Союза писателей Литвы.
В 1976—1978 годах работал заместителем главного редактора журнала «Пяргале» („Pergalė“, «Победа»). С 1978 года живёт в Альгирдишкес (Швенчёнский район).

## Творчество
Стихотворения начал публиковать с 1954 года. Первая книга поэзии „Lygumos bunda“ вышла в 1960 году. Помимо нескольких книг стихотворений, издал книгу стихов и коротких эссе „Pigmaliono sindromas“ (1989) и автобиографическую книгу „Pro dūmus: deimantais nusėtas“ (1998). В 1981 году вышел сборник избранной поэзии Бярнотаса „Vėžės“.
Переводил на литовский язык стихотворные произведения Гёте, Норвида, Райниса, Гирша Ошеровича, Юрия Кобрина и других авторов. В переводах Бярнотаса издавались также прозаические произведения — повести «До свидания, мальчики!» Б. И. Балтера (1964), «Четвёртая высота» Елены Ильиной (1971), «Маленькая железная дверь в стене» В. П. Катаева (1974).
На русский язык стихотворения Бярнотаса переводил Георгий Ефремов.

## Награды и звания
- премия Стасиса Шимкуса II степени за текст песни „Ko sužvingai, bėri?“ (1964)
- Премия комсомола Литвы за сборник стихотворений „Žaibų tyla“ (1966)
- Премия колхоза имени С. Нерис за стихотворение „Duonos trupinys“ (1973)
- Государственная премия Литовской ССР (1981)
- Заслуженный деятель культуры Литовской ССР (1984)
- Лауреат «Весны поэзии» (1984)
- Литературная премия Габриэле Пяткявичайте-Бите за книгу „Pro dūmus: deimantais nusėta“ (1999)

## Книги
- Lygumos bunda: eilėraščiai. Vilnius: Vaga, 1960
- Žaibų tyla: eilėraščiai. Vilnius: Vaga, 1965
- Karšti lapai: eilėraščiai. Vilnius: Vaga, 1968
- Slenkstis: eilėraščiai. Vilnius: Vaga, 1972
- Paglostyk žolę: eilėraščiai. Vilnius: Vaga, 1980
- Nusigręžusi žvaigždė: eilėraščiai. Vilnius: Vaga, 1983
- Balandžio dvelksmas: eilėraščiai ir poema. Vilnius: Vaga, 1984
- Paglostyk žolę: eilėraščiai. Vilnius: Vaga, 1986
- Pigmalijono sindromas: tekstai, proza ir eilėmis. Vilnius: Vaga, 1989
- Į šulinį užgriūvantį: 1980/1994/1996 metų eilėraščiai. Vilnius: Lietuvos rašytojų sąjungos leidykla, 1996
- Pro dūmus: deimantais nusėtas: devyni pasakojimai ir knygos autorecenzija. Vilnius: Lietuvos rašytojų sąjungos leidykla, 1998